# Ecce homo (Baglione)
Pour les articles homonymes, voir Ecce homo (homonymie).
Ecce homo est un tableau réalisé en 1606 par le peintre italien Giovanni Baglione. De format vertical, cette huile sur toile est une peinture chrétienne qui représente devant un fond noir le Christ assis sur le bord de son tombeau, près des Arma Christi. Coiffé de la Sainte Couronne, il y figure enveloppé d'un manteau qu'à sa gauche un homme torse nu manipule. Cette composition originale a conduit à considérer comme un Ecce homo cette œuvre qui s'approche également de l'iconographie du Christ méditant sur sa Passion. L'œuvre est conservée à la Galerie Borghèse de Rome.